# Masdevallia andreettana
Masdevallia andreettana är en orkidéart som beskrevs av Carlyle August Luer. Masdevallia andreettana ingår i släktet Masdevallia och familjen orkidéer. Inga underarter finns listade i Catalogue of Life.